# Tegen de klippen op
Tegen de klippen op is een single van de Nederlandse zangeres MEAU uit 2022.

## Achtergrond
Tegen de klippen op is geschreven door Bart van der Weide, Maarten van Damme en Meau Hewitt en geproduceerd door MEAU. Het is een nederpoplied dat werd geschreven voor blogger Sterre van Wijlen, welke aan botkanker leed en daarvan is genezen. Het lied is de titelsong voor de gelijknamige documentaire over het verhaal van Van Wijlen. Bij televisieprogramma Voor het leven, dat onderdeel van een actie voor KWF Kankerbestrijding, bracht de zangeres het lied live ten gehore.

## Hitnoteringen
Het lied werd geen grote hit. MEAU gaf in een interview bij NPO Radio 2 aan dat dat voor haar niet uitmaakte; ze maakte het voor de documentaire en ze bracht het niet uit met de intentie om de hitlijsten te beklimmen. Het lied had geen notering in de Single Top 100 en kwam ook niet de Top 40 in, maar het kwam wel tot de zestiende positie van de Tipparade.